# Ciro Henrique Alves Ferreira e Silva
Ciro Henrique Alves Ferreira e Silva (* 18. April 1989 in Salgueiro), auch Ciro genannt, ist ein brasilianischer Fußballspieler.

## Karriere
Das Fußballspielen lernte Ciro bei den Jugendabteilungen von Salgueiro AC in Salgueiro (Pernambuco) und Sport Recife in Recife. Bei Sport Recife unterschrieb er 2008 auch seinen ersten Vertrag. 2011 wechselte er nach Rio de Janeiro zum dort ansässigen Fluminense Rio de Janeiro. Nach 14 Spielen und zwei Toren wechselte er 2012 zu EC Bahia nach Bahia. Seine nächsten Stationen waren Atletico Paranaense 2013, Figueirense FC 2014 und Luverdense EC 2015. 2016 ging er nach Asien und schloss sich Jeju United, einem Verein aus Südkorea, an. Der Verein spielte in der K League 1, der höchsten Liga des Landes, und ist in Jeju-si beheimatet. Nach nur einem Jahr ging er wieder in seine Heimat Brasilien zurück und spielte bis 2017 bei Clube do Remo und Joinville EC. Im Jahr 2018 wechselte er wieder nach Asien und unterschrieb einen Vertrag in Thailand beim Erstligisten Chonburi FC. Hier absolvierte er 31 Spiele und schoss dabei fünf Tore. Von Thailand ging er 2019 nach Indonesien. Hier stand er von Januar 2019 bis April 2022 bei TIRA-Persikabo unter Vertrag. Der Verein aus Bogor spielte in der ersten Liga, der Liga 1. Für TIRA bestritt er 67 Erstligaspiele. Hierbei schoss er 35 Tore. Mitte April 2022 nahm ihn der ebenfalls in der ersten Liga spielende Persib Bandung unter Vertrag. Am Ende der Saison 2023/24 und 2024/25 feierte er mit Persib die indonesische Meisterschaft. Nach insgesamt 96 Ligaspielen wechselte er im Sommer 2025 zu dem ebenfalls in der ersten Liga spielenden Malut United.

## Erfolge
Sport Recife
- Campeonato Pernambucano: 2009, 2010

EC Bahia
- Campeonato Baiano: 2012

Persib Bandung
- Indonesischer Meister: 2023/24, 2024/25

## Auszeichnungen
- Campeonato Pernambucano Top Torschütze: 2010